# Châtillon-lès-Sons
Châtillon-lès-Sons là một xã ở tỉnh Aisne, vùng Hauts-de-France thuộc miền bắc nước Pháp.